# 謝承
謝承 (？年—?年），字偉平，東漢會稽山陰人。

## 生平
孫權的夫人謝氏之弟。任吳郡督郵。謝夫人卒後，拜五官郎中，後遷長沙東部都尉、武陵太守。
謝承博學洽聞，讀書終生不忘，尤熟東漢史事，撰《後漢書》143卷，今存輯本；又撰《會稽先賢傳》7卷，早佚，《太平御覽》多引之，魯迅輯為1卷。事見《吳志·謝夫人傳》。

## 家族

### 父辈
謝煚，東漢尚書郎、徐縣令。幼年時以仁孝為行，明達有令才。
謝貞，謝煚弟，履蹈法度，篤學尚義，舉孝廉，官至建昌縣長，卒於官。

### 子
謝崇，揚威將軍；謝勗，吳郡太守。